# Непробиваем
„Непробиваем“ (на английски: Bulletproof) е американска екшън комедия от 1996 г. на режисьора Ърнест Дикерсън с участието на Деймън Уейънс и Адам Сандлър. Филмът е пуснат по кината в Съединените щати на 6 септември 1996 г.